# Xian de Wuming
Le xian de Wuming (chinois simplifié : 武鸣县 ; chinois traditionnel : 武鸣縣 ; pinyin : Wǔmíng Xiàn ; Zhuang : Vujmingz Yen) est un district administratif de la région autonome du Guangxi en Chine. Il est placé sous la juridiction de la ville-préfecture de Nanning.

## Démographie
La population du district était de 642 739 habitants en 1999, et la population du district était de 686 605 habitants en 2009, dont 75.8 % de Zhuang, groupe ethnique principalement concentré dans cette région.